# 클레베르 톨레두
클레베르 톨레두(포르투갈어: Klebber Toledo, 1986년 6월 14일 ~ )는 브라질의 배우이다.